# ГЕС Тхімбеле
ГЕС Тхімбеле (фр. Tchimbele) — гідроелектростанція у Габоні. Знаходячись вище від ГЕС Кінгуеле, становить верхній ступінь в каскаді на Мбе (правий виток річки Комо, що впадає в Гвінейську затоку, формуючи естуарій Габон, на північному березі якого розташована столиця країни Лібревіль).
Для спорудження ГЕ СТхімбеле обрали район однойменного водоспаду, вище від якого річку перегородили земляною греблею висотою 36 метрів. Вона утворила водосховище площею поверхні 38 км2 з об'ємом 220 млн м3, яке забезпечує накопичення води для роботи не лише власної станції, але й розташованої нижче ГЕС Кінгуеле, гребля якої не створює значної водойми.
Спорудження розпочато у 1973-му. Станція видала перший струм в 1979-му, а за рік до ладу став останній, третій гідроагрегат. Їх загальна потужність складає 68,4 МВт, що забезпечує середньорічне виробництво на рівні 260 млн кВт-год електроенергії. При цьому в посушливі роки фактична потужність станції не перевищує 49 МВт, а загальний виробіток каскаду на Mbeya падає на чверть.
Варто відзначити, що у 2017 році державний габонський інвестиційний фонд FGIS, так само державна енергетична корпорація SEEG та французька приватна компанія Meridiam підписали меморандум щодо будівництва нової ГЕС Кінгуеле-Аваль потужністю до 60 МВт на верхньому із водоспадів Кінгуеле. У випадку реалізації цього проекту, водосховище Tchimbele буде регулювати роботу ще однієї станції.